# بهارات للإلكترونيات
شركة بهارات للإلكترونيات المحدودة ( BEL ) هي شركة هندية تعمل في مجال الإلكترونيات الجوية والدفاعية في القطاع العام ، ويقع مقرها الرئيسي في بنغالور . تصنع في المقام الأول المنتجات الإلكترونية المتقدمة للتطبيقات الأرضية والجوية. تعد شركة بهارات للإلكترونيات المحدودة واحدة من ستة عشر شركة تابعة للدولة تحت إدارة وزارة الدفاع الهندية . وقد تم منحها وضع نافراتنا من قبل حكومة الهند . 

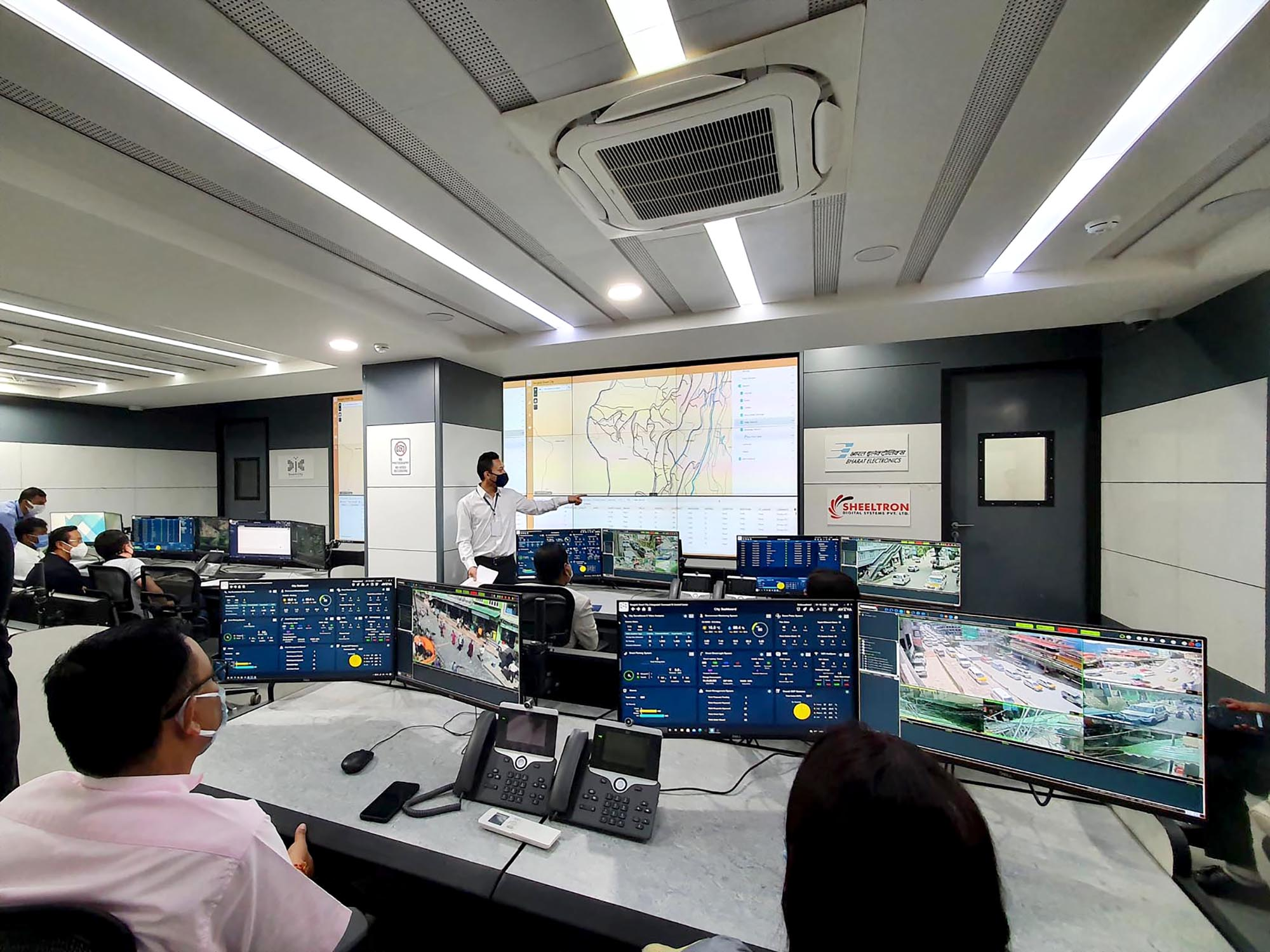
مركز القيادة والتحكم المتكامل، مدينة جانجتوك الذكية، سيكيم

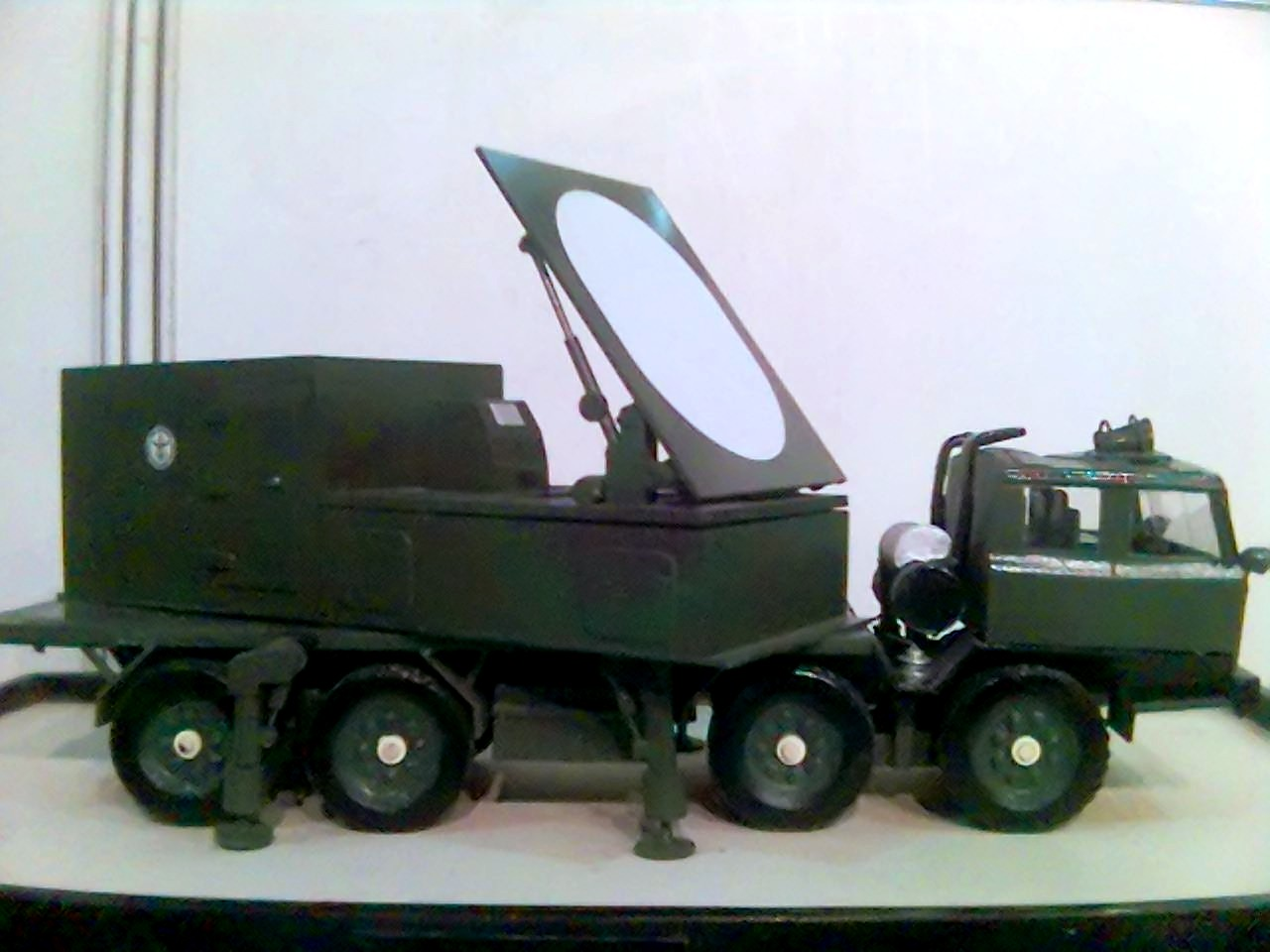
نموذج مصغر لرادار تحديد موقع الأسلحة من منتجات الشركة

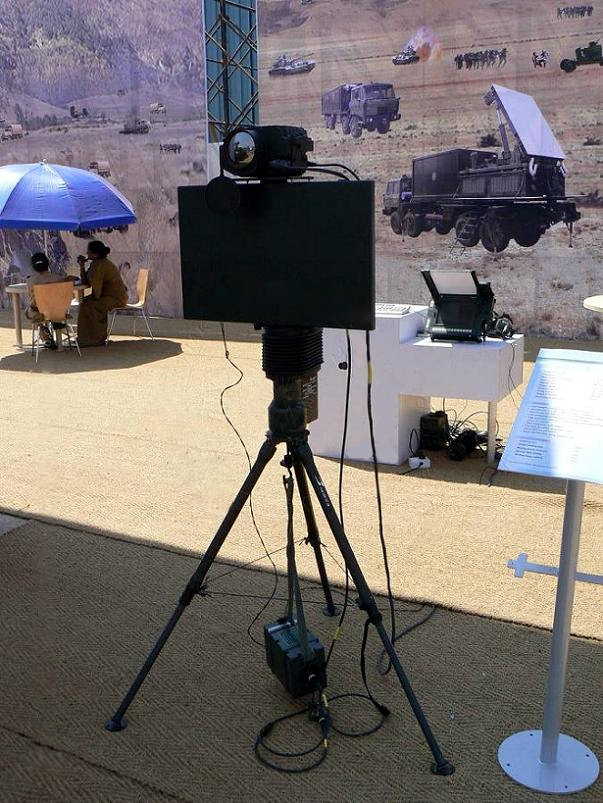
رادار مراقبة ساحة المعركة من منتجات الشركة (BFSR-SR)

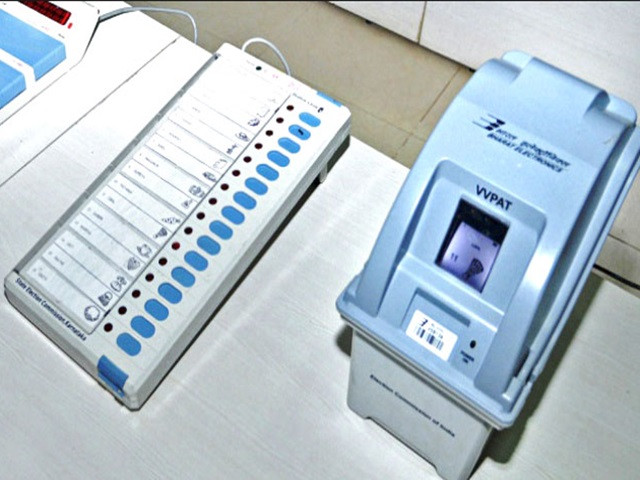
آلة التصويت الإلكترونية مع مسار تدقيق ورقي متحقق منه من قبل الناخب من منتجات الشركة

## روابط خارجية
- الموقع الرسمي